# Blair Witch Volume II: The Legend of Coffin Rock
Blair Witch Volume II: The Legend of Coffin Rock — компьютерная игра в жанре survival horror, разработанная Human Head Studios и выпущенная Gathering of Developers. Игра вышла только для Windows в 2000 году. Игра является второй в серии игр, основанной на фильме «Ведьма из Блэр: Курсовая с того света».

## Сюжет
Сюжет основан на истории поисков заблудившейся в лесу девочки Робин Уивер (англ. Robin Weaver), упоминавшейся в фильме. Робин Уивер также появлялась среди персонажей Blair Witch Volume I: Rustin Parr.
Главным героем является страдающий от амнезии солдат. В 1886 году его, тяжелораненого, находит в лесах близ Бёркиттсвилля (штат Мэриленд) девочка Робин и отводит на ферму своей бабушки Бесс. Очнувшись, солдат понимает, что не помнит ни своего имени, ни того, что произошло с ним в лесу. По аналогии с воскресшим из мёртвых библейским персонажем, Бесс называет его Лазарем и просит отправиться искать Робин, которая ушла в лес, пока Лазарь был без сознания, и не вернулась.
В ходе поисков девочки к Лазарю постепенно возвращается память. Он вспоминает, что во время Гражданской войны в США был лейтенантом армии Союза, и звали его Роберт Макникол (англ. Robert MacNichol). Макникол был командирован начальством в Бёркиттсвилль после того, как его отряд был разбит в битве при Геттисберге, а 24 октября 1863 года получил задание выследить скрывающихся в бёркиттсвилльских лесах и промышляющих грабежом солдат Конфедерации. Получив под своё командование трёх рядовых, Макникол углубился в лес, где все четверо столкнулись с обитающей там нечистью, что в итоге привело к гибели всего отряда.
Впоследствии Макникол узнаёт, что девочка должна стать частью кровавого ритуала, проводимого на Гробовой скале, пытается прервать его и спасти ребёнка.

## Игровой процесс
В отличие от первого эпизода, в The Legend of Coffin Rock не делается акцента на разговорах с другими персонажами, а квестовый элемент сведён к минимуму. Игровой процесс представлен прямолинейным путешествием игрока по лесным локациям с попутным уничтожением врагов. В связи с этим у игрока отсутствуют дневник с текущими заданиями и карта. Ключевую особенность игры формируют постоянные флешбэки главного героя, за счёт которых сюжет попеременно протекает в 1886 (поиски Робин Уивер) и 1863 (судьба отряда Макникола) годах.

## Критика
| Сводный рейтинг       | Сводный рейтинг |
| Агрегатор             | Оценка          |
| --------------------- | --------------- |
| GameRankings          | 56,42 %         |
| Metacritic            | 56/100          |
| Иноязычные издания    |                 |
| Издание               | Оценка          |
| CGW                   | [ 3 ]           |
| Eurogamer             | 6/10            |
| GamePro               | [ 5 ]           |
| GameRevolution        | D               |
| GameSpot              | 6,7/10          |
| GameSpy               | 70 %            |
| GameZone              | 8/10            |
| IGN                   | 6,7/10          |
| Next Generation       | [ 11 ]          |
| PC Gamer (US)         | 48 %            |
| Русскоязычные издания |                 |
| Издание               | Оценка          |
| Absolute Games        | 85 %            |

Blair Witch Volume II: The Legend of Coffin Rock получила смешанные и средние оценки от критиков, согласно агрегатору рецензий Metacritic игра получила 56 %. К октябрю 2001 года на территории США было распродано около 16000 копий игры.